# Korai tejelőgomba
A korai tejelőgomba vagy kénsárgatejű tejelőgomba (Lactarius decipiens) a galambgombafélék családjába tartozó, Európában és Észak-Amerikában honos, lombos erdőkben élő, nem ehető gombafaj. 

## Megjelenése
A korai tejelőgomba kalapja 3-5 (7) cm széles, alakja fiatalon domború, amely hamarosan laposan vagy középen bemélyedően  kiterül; kis púp is lehet rajta. Széle aláhajló, később hullámos; fiatalon sima, idősen finoman bordázott, rovátkolt lehet. Felszíne sima. Színe agyagbarna vagy bőrbarna, rózsás árnyalattal.
Húsa törékeny, puha, a kalapénál halványabb színű. Sérülésre fehér tejet ereszt, amely halvány kénsárgára változik. Íze előbb semleges majd kellemetlenül csípős; szaga a muskátlilevélére emlékeztet.
Sűrű lemezei tönkhöz nőttek vagy kissé lefutók. Nem vagy csak ritkán elágazóak. Színük barnássárga vagy agyagszínű.
Tönkje 2-5 cm magas és 0,5-1 cm vastag. Alakja hengeres, felszíne sima. Színe a kalapéval egyezik vagy fahéjszínű, a tetején esetleg lazacszínű.
Spórapora krémsárga. Spórájának alakja majdnem gömbtől széles elliptikusig terjed; felszíne tüskés, amelyek között a gerincek szabályos hálózatot alkotnak; mérete 6,5-8,5 x 6-7 µm.

### Hasonló fajok
Sárguló teje és muskátliszaga jellegzetes, esetleg a vízparti tejelőgombával vagy a lápi tejelőgombával lehet összetéveszteni. 

## Elterjedése és termőhelye
Európában (inkább délen elterjedt) és Észak-Amerikában honos. 
Lomberdőkben él, ahol különböző fafajokkal (bükk, tölgy, gesztenye stb.) alkot mikorrhizás kapcsolatot. A többé-kevésbé meszes talajt kedveli. Júliustól októberig terem.

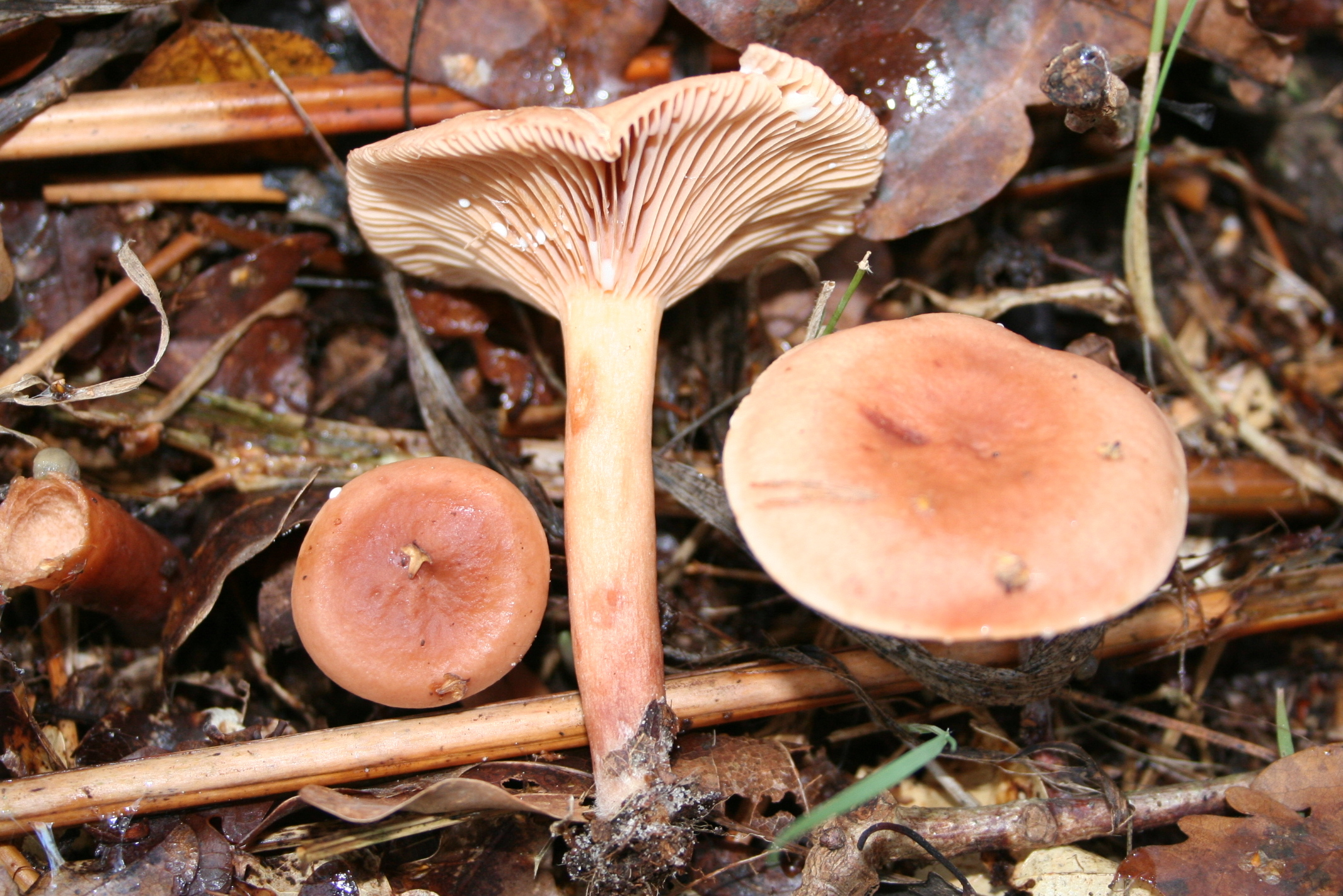
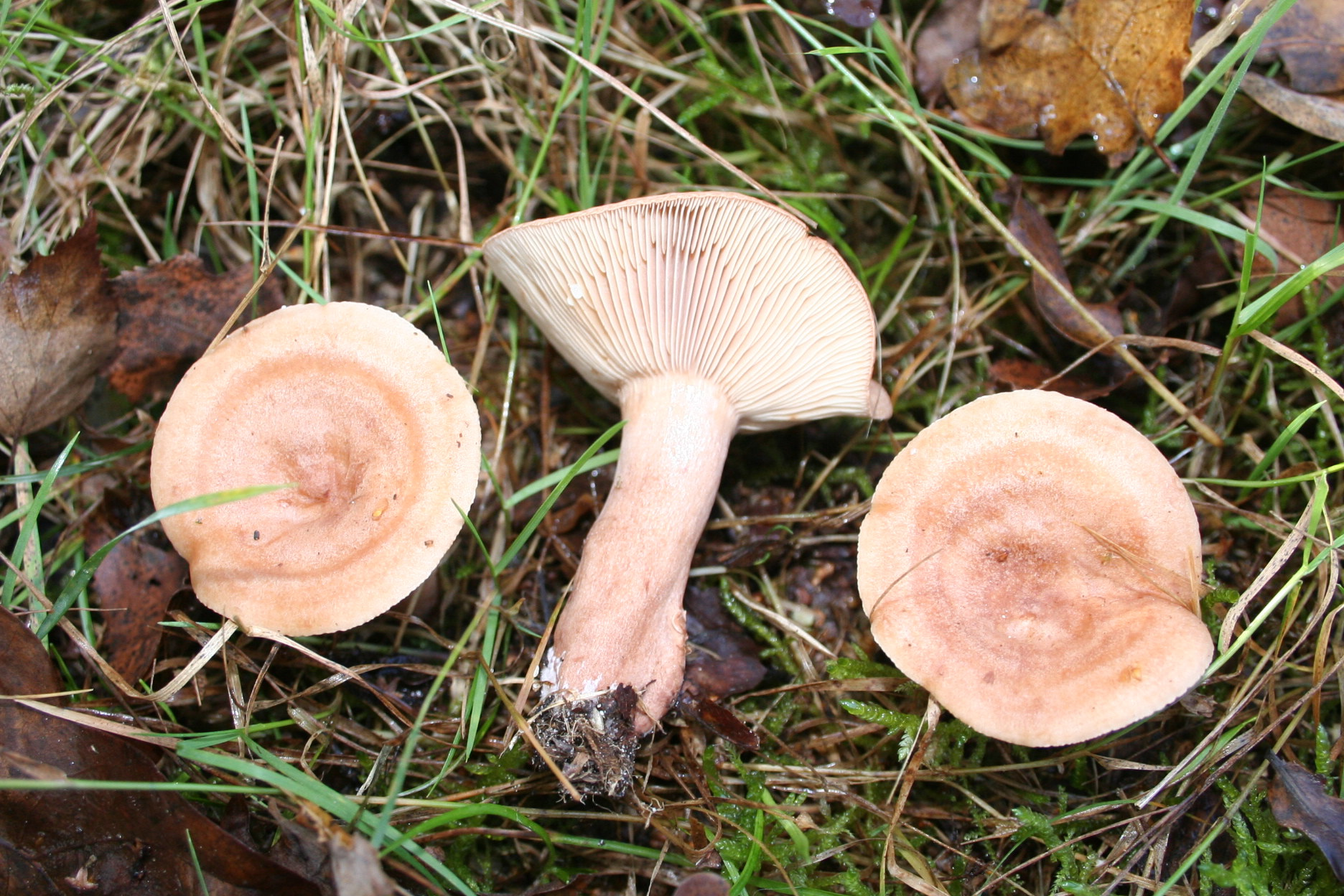
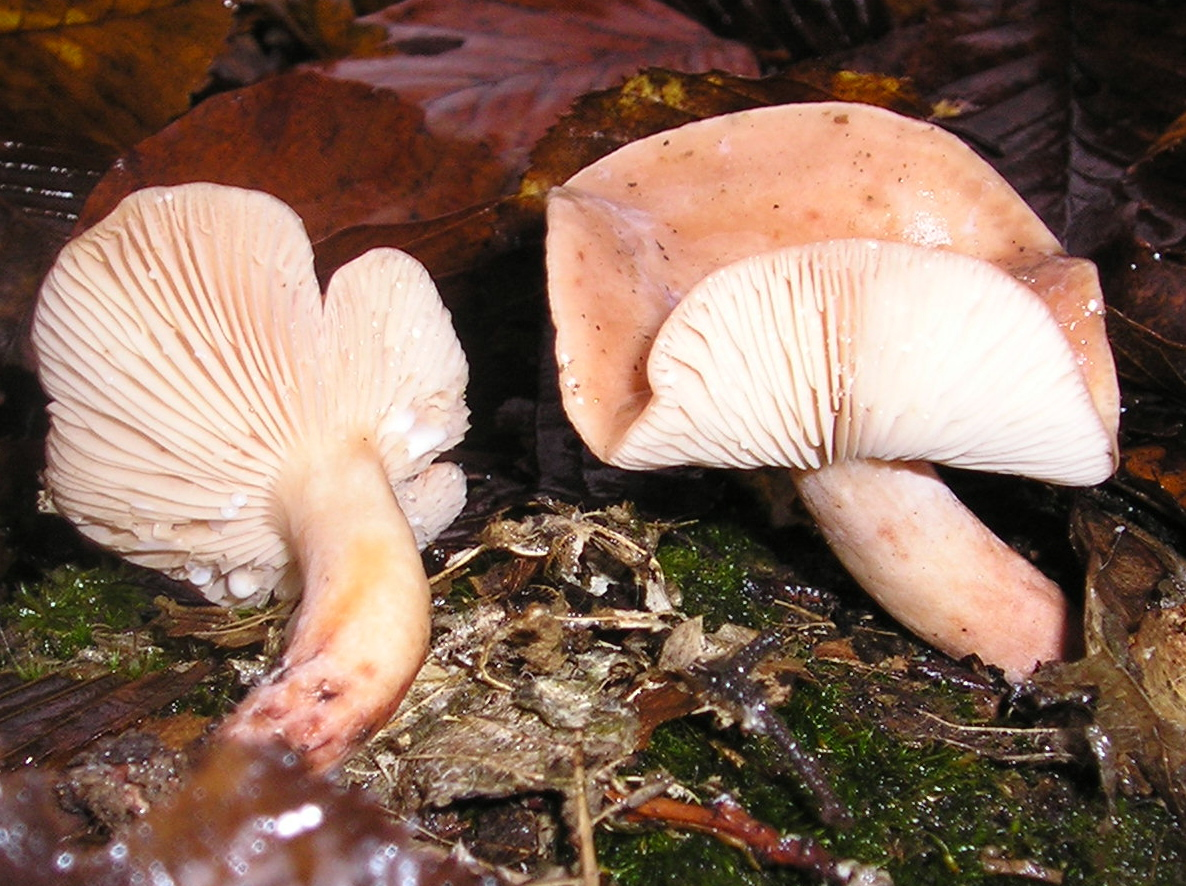
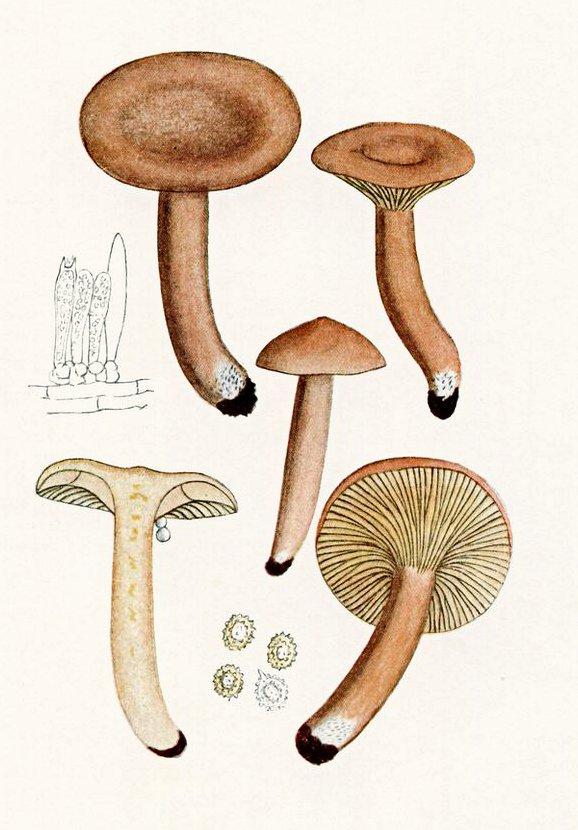

Nem ehető.